# PKP Intercity
 (octobre 2017).
Si vous disposez d'ouvrages ou d'articles de référence ou si vous connaissez des sites web de qualité traitant du thème abordé ici, merci de compléter l'article en donnant les références utiles à sa vérifiabilité et en les liant à la section « Notes et références ».

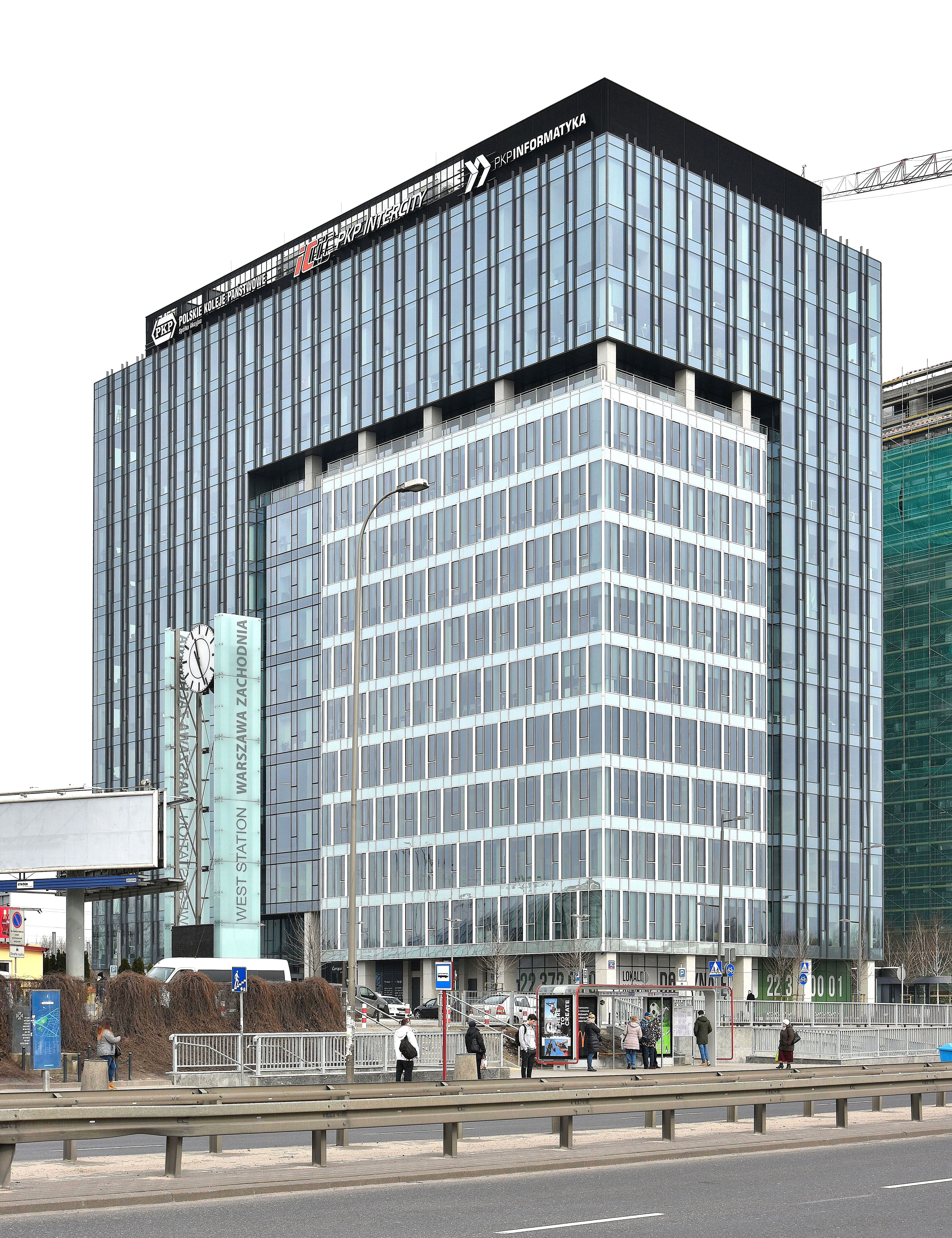
PKP Intercity, nouveau siège à la Gare de l'ouest, Varsovie.

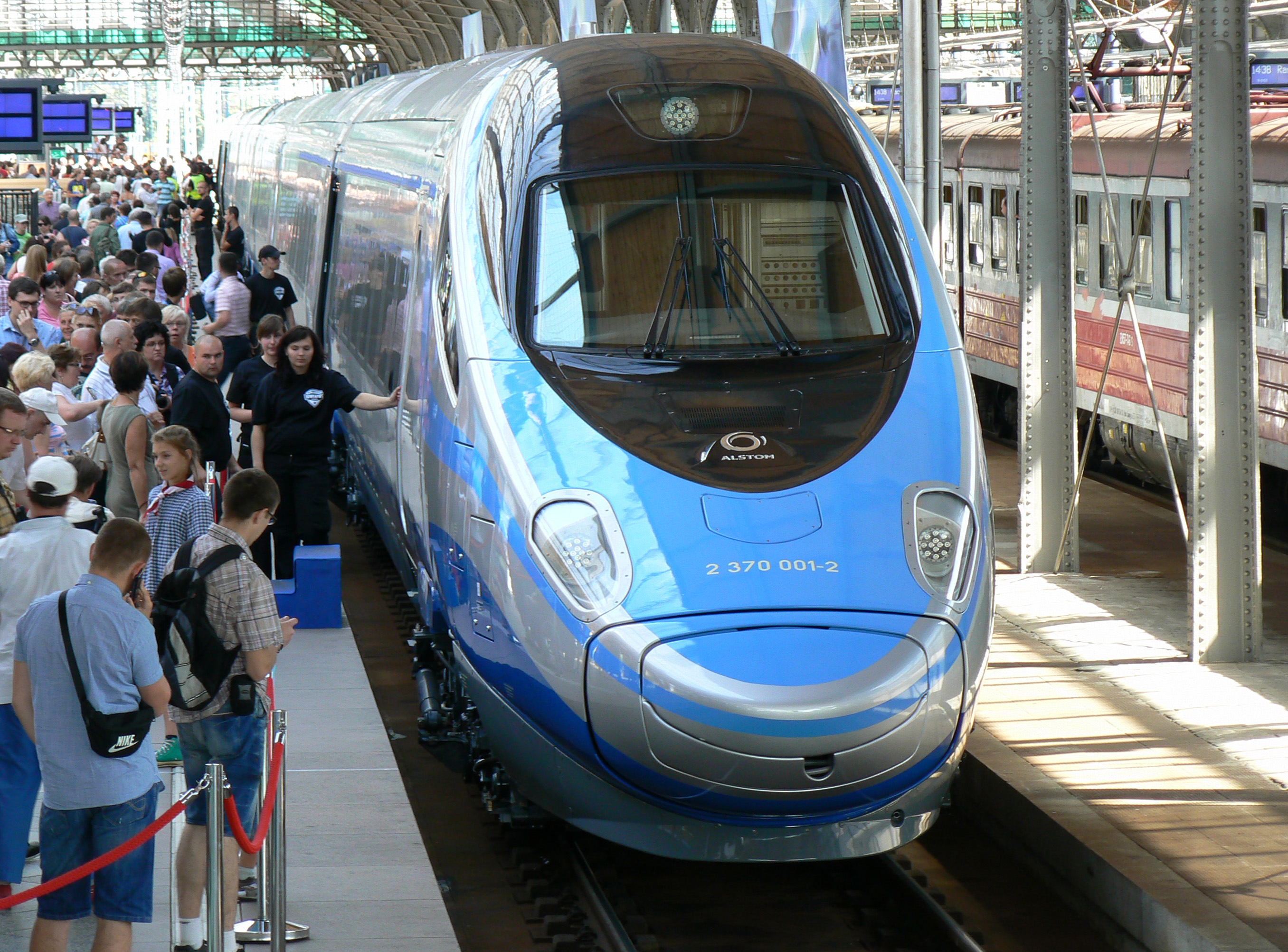
Un PKP Intercity ED250 Pendolino à la Gare centrale de Wrocław.

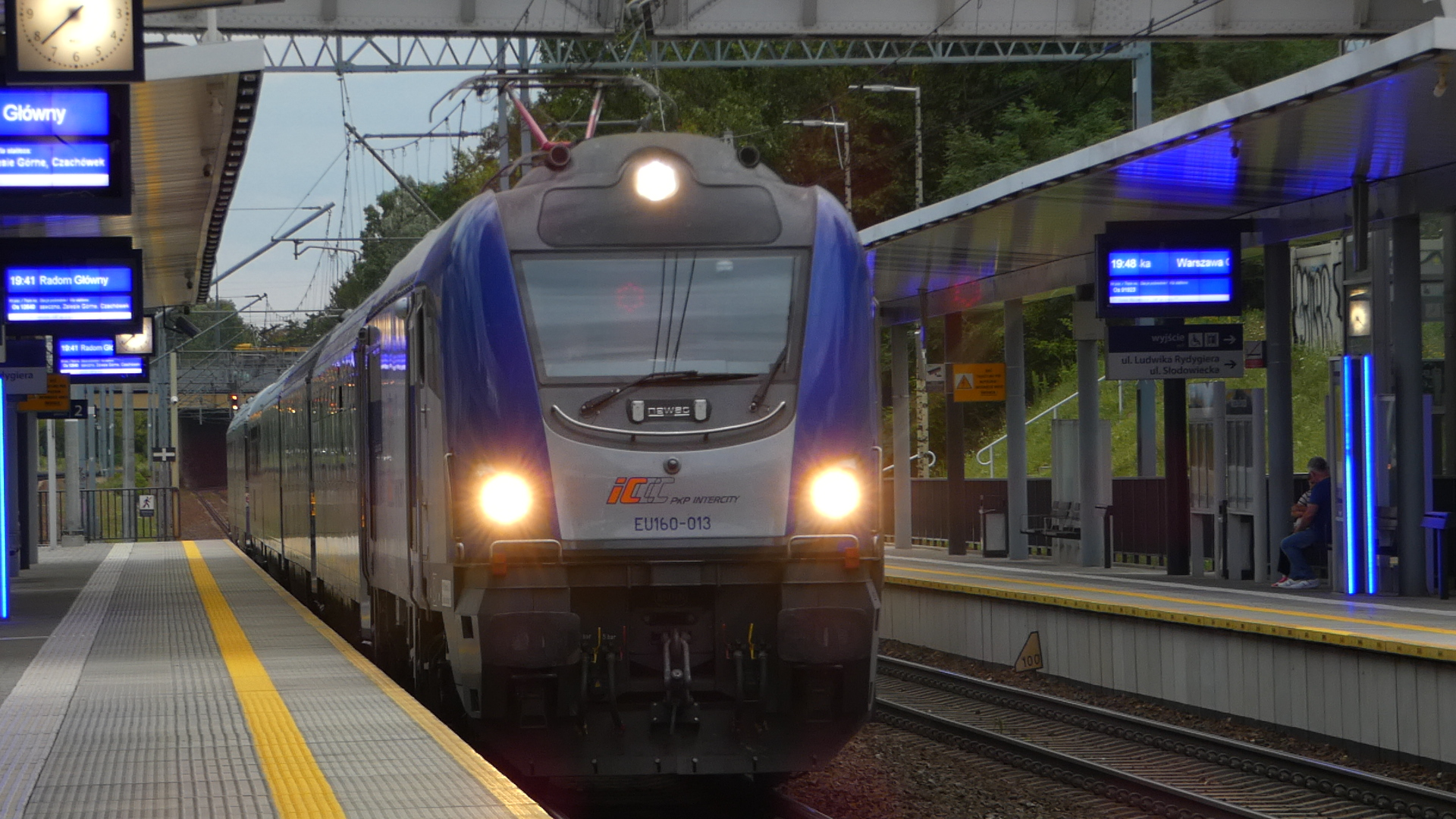
EU160-013 PKP IC in Warszawa Powazki

PKP Intercity est une société issue de PKP, un groupe responsable du transport voyageur longue distance. 
Elle opère environ 350 trains par jour, reliant principalement les grandes agglomérations et les petites villes de Pologne. La société fournit également la plupart des trains internationaux à destination et en provenance de la Pologne.

## Histoire
La société a été fondée après la division des Polskie Koleje Państwowe (opérateur ferroviaire national) en plusieurs entreprises afin de répondre aux règles édictées par l'Union européenne.

## Exploitations
L'entreprise exploite les catégories de trains suivants :
- Express InterCity Premium (EIP, EIC Premium) – utilisation de trains à grande vitesse (ED250 Pendolino) entre les grandes villes avec réservation obligatoire ;
- InterCity Express (CPN) – niveau de train élevé entre les grandes villes et vers les destinations touristiques courantes 
  - trains express intérieurs à réservation obligatoire
  - EuroCity (EC) international, trains de qualité, avec réservation obligatoire sur les lignes intérieures
  - EuroNight (FR) – international, trains de nuit avec réservation obligatoire ;
- InterCity – trains express abordables avec réservation obligatoire ; niveau plus élevée que les TLK, mais mêmes tarifs ;
- Twoje Linie Kolejowe (TLK, Vos Lignes de chemin de fer) – prix abordable mais trains à réservation obligatoire (avec exceptions) ; niveau inférieur aux InterCity. Quelques trains de nuits TLK ont des couchettes et des wagons-lits. Un nombre limité de TLK courte distance comporte uniquement une deuxième classe.
  - Międzynarodowy (M) – international, train à grande vitesse (mais niveau moins élevé que l' EuroCity)
  - Międzynarodowy nocny - international, train de nuit (mais niveau inférieur à l' EuroNight).